# 塞勒姆 (犹他州)
塞勒姆（英語：Salem）是美国犹他州犹他县下属的一座城市。建市于1851年，面积大约为10.19平方英里（26.4平方公里），海拔约为4,610英尺（1,410米）。根据2010年美国人口普查，该市有人口6,423人。